# Langres
Langres, grad u departmanu Haute-Marne, 61 km istočno od Dijona, Francuska.
Nalazi se na istoimenom vapnenačkom ravnjaku koji dominira cijelim krajem. Željezničko je čvorište pruga Pariz-Basel, Dion-Nancy i Dion-Lille. Elektrotehnička i prehrambena industrija, proizvodnja jedaćeg papira. Razvijen je turizam. Langres ide u red najstarijih francuskih gradova.                                                 
Langres, antički Andematunum, glavni grad galskog plemena Lingonaca, bio je važna strateška točka na putu Mediteran-La Manche. 
U Langresu se rodio francuski enciklopedist Denis Diderot.
|  | Portal Francuske – Pristup člancima s tematikom o Francuskoj. |